# Hyrdehøj Skov
Hyrdehøj Skov er en ung, lille, bynær skov, nær Roskilde, som blev etableret i 1991, i et samarbejde mellem Roskilde Kommune og Skov- og Naturstyrelsen. Den vestlige del er plantet i 2001. Der er lavet en skovfitnessrute med 4 motionsstationer. I skoven er der tillige et indhegnet område, hvor hunde må luftes uden snor.